# Roim (voleibolista)
 Ricardo Roim Micieli (São Paulo, 21 de janeiro de 1976) é um ex-voleibolista brasileiro, medalha de ouro no Campeonato Mundial de Voleibol Masculino na categoria infanto-juvenil de 1991, bicampeão mundial juvenil nesta competição nos anos de 1993 e 1995 e semifinalista no Campeonato Mundial de Voleibol Masculino de 1998.

## Carreira
Roim foi convocado para a seleção brasileira desde as categorias de base. Em 1991 estava pela seleção infanto-juvenil para disputar o Campeonato Mundial de Voleibol Masculino Sub-19, cujo país-sede era Portugal, conquistando o ouro ao derrotar a ex-União Soviética.
Em 1992, pela seleção infanto-juvenil, disputou na Venezuela o Campeonato Sul-Americano de Voleibol Masculino Sub-19, onde obteve a medalha de ouro derrotando o time da Argentina. Em 1993 estava na seleção juvenil na conquista do ouro no Campeonato Mundial de Voleibol Masculino Sub-21, sediado em Rosário, derrotando os donos da casa.
Estava na seleção juvenil que se preparava para o Campeonato Sul-Americano de Voleibol Masculino Sub-21, disputado em Lima-Peru em 1994, conquistando a medalha de ouro desta competição.
Esteve em 1995 na equipe que disputou o Campeonato Mundial de Voleibol Masculino Sub-21 na Malásia, conquistando medalha de prata; a preparação para o resultado deu-se ao lado dos atletas: Alex Lenz, Gustavo Endres, Itápolis, André Heller, Giba, Léo, Ricardinho, Royal, Manius Abbadi, Digão, Renato Felizardo, Lilico, Rafinha, Dirceu, comandados por Percy Oncken e pelo técnico Antônio Marcos Lerbach.
Em seguida, no mesmo ano, estava selecionado na categoria adulto para disputar o Pan de Mar del Plata 95, onde a seleção brasileira fez uma má campanha, terminando na última (sétima) posição. No ano de 1997 foi convocado para a seleção brasileira e era o mais alto jogador brasileiro.
Em 1998 estava no grupo que terminou em quinto lugar da Liga Mundial de Voleibol. Mas no mesmo ano conquistou por este selecionado o ouro na Copa América de Voleibol de forma invicta, vencendo a seleção argentina por 3x2 (19-25, 25-21, 25-22, 22-25 e 25-27). Neste mesmo ano disputou em novembro o Campeonato Mundial, classificando-se para as semifinais com excelente campanha na fase de grupos. A seleção por pouco não disputou a final, parando diante da seleção italiana, que venceu por 3x2 (10-15, 15-13, 11-15, 15-10 e 15-10). Depois, na disputa pelo bronze, nova derrota para o selecionado cubano por 3x1 (15-12, 6-15, 11-15 e 12-15).
No ano de 1999, jogando pelo Banespa, esteve apenas para treinar com a equipe de convocados da seleção de Radamés Lattari. Foi convocado para disputar a Liga Mundial de Voleibol de 2000, conquistando a medalha de bronze. Na temporada 2009-10 retornou ao voleibol grego pela equipe do AO Kifisias

## Clubes
| Clube                     | País   | De   | Até  |
| Banespa                   | Brasil | 1998 | 1999 |
| Palmeiras Garulhos        | Brasil | 2000 | 2001 |
| Unisul                    | Brasil | 2001 | 2001 |
| Lupo Náutico Fundesport   | Brasil | 2002 | 2003 |
| Paris Volley              | França | 2004 | 2005 |
| PAOK THESSALONIKI V.C.    | Grécia | 2005 | 2006 |
| PANELLINIOS GS            | Grécia | 2006 | 2007 |
| GC LAMIA                  | Grécia | 2007 | 2008 |
| Fátima / Medquímica / UCS | Brasil | 2008 | 2009 |
| AO Kifisias               | Grécia | 2009 | 2010 |

## Títulos
- 1998- 4º lugar Campeonato Mundial ( Japão)[8]
- 1998- 5º lugar na Liga Mundial de Voleibol (Milão,  Itália)[6]
- 1995- 7º lugar dos Jogos Pan-Americanos (Mar Del Plata,  Argentina).[4]